# Oberpostdirektion Münster
Die Oberpostdirektion Münster war eine höhere Verwaltungseinheit der Post in Münster in Westfalen. Eingerichtet wurde sie als eine der ersten Oberpostdirektionen am 1. Januar 1850 vom Königreich Preußen. Sie gehörte ab 1868 zur Postverwaltung des Norddeutschen Bundes und ab 1871 zur Reichspost. Ab 1950 nahm sie ihre Aufgaben noch bis zur Auflösung der Deutschen Bundespost zum 1. Januar 1995 wahr.

## Gebäude am Domplatz
1878–1880 entstand auf dem Grundstück der ehemaligen Domherrenkurie, Domplatz 6/7, ein großer Neubau für das Postamt, das Telegrafenamt und die Oberpostdirektion – einschließlich Dienstwohnungen für die drei Amtsleiter. In Hinblick auf den besonderen baulichen Charakter der Stadt Münster sowie auf die Lage des Grundstücks am Domplatz gegenüber dem St.-Paulus-Dom sollten die Fassaden des Neubaus im Stil der Neugotik und in Kombination von Ziegelsichtmauerwerk und Sandstein gestaltet werden. Der im Büro der Reichspost-Bauverwaltung unter Leitung von August Kind erstellte konzeptionelle Vorentwurf wurde zur weiteren künstlerischen Ausarbeitung an den freiberuflich tätigen, renommierten Architekten Julius Raschdorff übergeben, während die Bauausführung wiederum unter Leitung bzw. Aufsicht der Reichspost-Bauverwaltung stand. Die Grundsteinlegung erfolgte 1878, und am 1. Oktober 1880 fand in Anwesenheit von Abteilungsdirektor Paul David Fischer die Eröffnung des neuen Postgebäudes statt. Der veranschlagte Kostenrahmen von 670.000 Mark wurde nicht überschritten. Die Oberpostdirektion zog 1925 aus dem Gebäude aus, ihre Räume wurden dem Post- und Fernmeldedienst zugeschlagen. Im Zweiten Weltkrieg wurde das Gebäude bei Luftangriffen auf Münster zerstört, auf dem Grundstück entstand in den 1950er-Jahren ein zeitgemäßer Neubau für das Hauptpostamt.

## Gebäude am Hohenzollernring

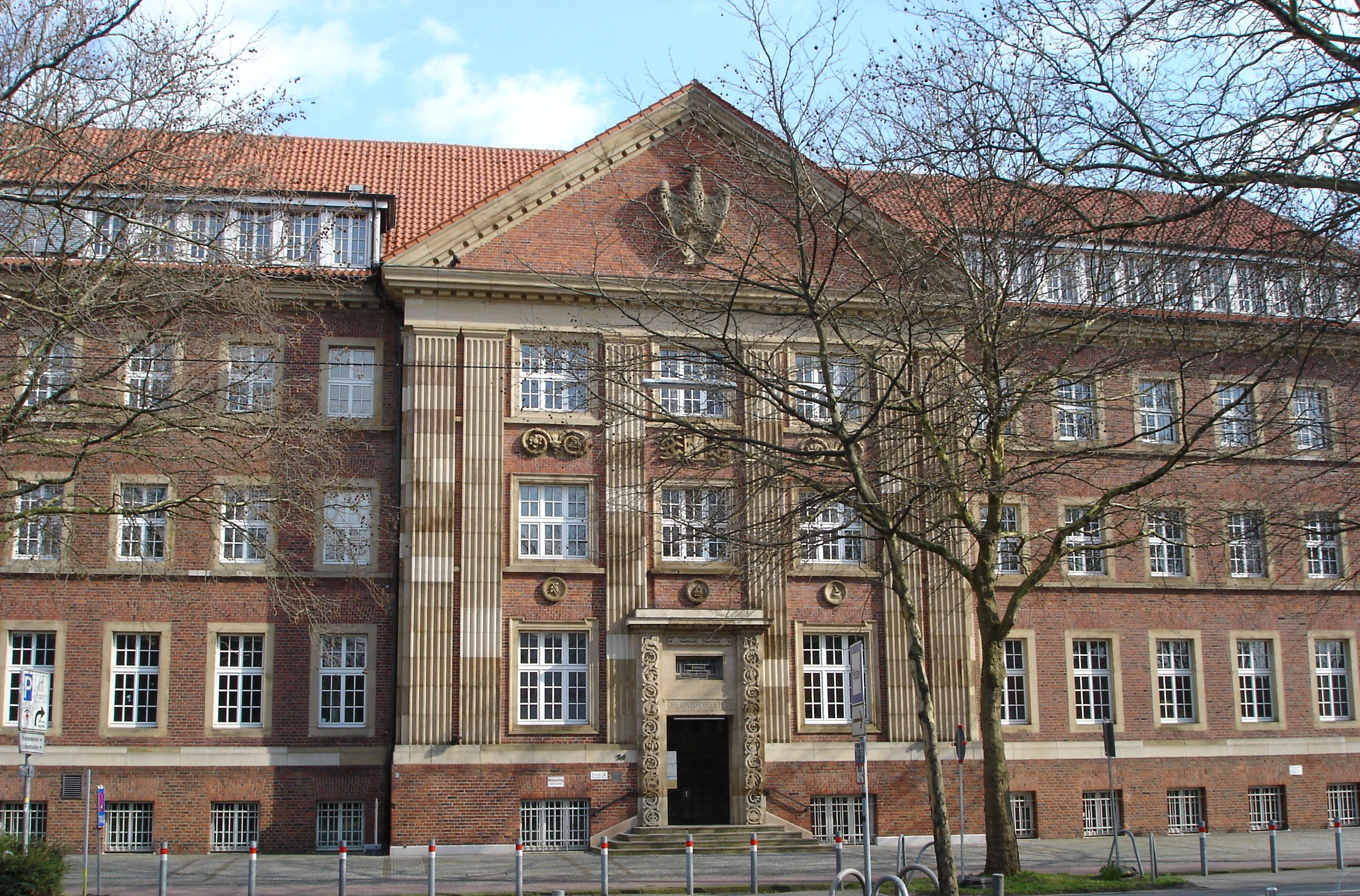
Gebäude der Oberpostdirektion am Hohenzollernring

Wegen Platzmangels zog die Oberpostdirektion 1925 in einen wiederum, von Architekt Wilhelm Tietze, der Reichspost-Bauverwaltung errichteten größeren Neubau auf dem Grundstück Hohenzollernring 56 / Manfred-von-Richthofen-Straße im Mauritzviertel um. Die Architektur dieses Gebäudes ist für die Bauzeit eher konservativ, insbesondere der Mittelrisalit der Fassade am Hohenzollernring zeigt die typischen Merkmale des Neoklassizismus. Um weitere Büroflächen zu erhalten, wurde 1967 das Dach neu ausgebaut. Das Gebäude existiert noch heute.